# 賈斯蒂斯 (北卡羅萊納州)
賈斯蒂斯（英語：Justice）是位於美國北卡羅萊納州富蘭克林縣的非建制地區。

## 歷史
賈斯蒂斯的郵局於1886年設立，其後於1907年停運。

## 地理
賈斯蒂斯所處的海拔為高於海平面111米（即364英呎），而該地所採用的時區為UTC-5，即北美东部时区（EST）。同時該地設有夏令時間，為UTC-5調快一小時，即UTC-4（EDT）。